# Италијанска унија
Италијанска унија (итал. Unione Italiana, хрв. Таlijanska unija, слов. Italijanska unija) нови је назив за УИИФ - Унију Италијана Истре и Ријеке – Unione degli Italiani dell'Istria e di Fiume, основне организације Италијани у СФРЈ, тј. Словеније и Хрватске која делује од 1944. са главним седиштем у Ријеци те споредним у Копру. Представља италијанску етничку заједницу у обе републике (колоквијално ју се назива и Националном Заједницом Италијана - Comunità Nazionale Italiana – ЦНИ). (У Црној Гори постоји Заједница Италијана Црне Горе - Comunità Nazionale Italiana del Montenegro у очекивању прикључења Унији)

## Историја

### Борба за ослобођење и настанак УИИФ
Традиционално се чин стварања УИИФ Уније Италијана Истре и Ријеке - Унионе дегли Италиани делл'Истриа е ди Фиуме - (данас Уније Италијана): 10-11. јула 1944. у Чампаровица-Парадизо крај Лабина, обиљежава се сваке године у временима Југославије па све до данас..

#### Спорне одлуке
Прве информације о том оснивању су дошле касније: са једног летка дељеног по Истри у августу 1944. у коме је писало "У циљу доприноса многих Талијана Истре и Ријеке, група окупљена 10. и 11. јула на истарском подручју како би преиспитали ситуацију, константирали су (...)". Према каснијим сведочењима се открива да су се тих дана окупило укупно шест особа, од којих три Италијана: Алдо Ризмондо - члан ПЦИ (Италијaнcкe комунистичке партије) и секретар КПХ за Ровињ и члан НОО за Истру - Доменико Сегала (Domenico Segalla), председник ровињског Народног гронта (Фронте пополаре) и Леополдо Боскарол (Boscarol) члан ПЦИ из Ријеке те три Хрвата посланих у Истр по директиви КПХ, Душан Диминић (из Загреба), Иван Мотика (из Карловца) и Владимир Швалба (Schwаlba) Вид (са Сушака).
Алдо Ризмондо и Доменико Сегала не признају садржај документа из Чамперовице, произведен у илегалној штампарији КПХ: нарочито се жале на чињеницу да тај докуменат ни минимално не одражава став Италијана Истре и Ријеке - као штa су то захтевали хрватски иредентисти у водству КПХ - "уједињење с матичном земљом". Овде се поновио сценариј као и код контроверзних Пазинских одлука у којима заправо иредентистички КПХ донаша "одлуку" о прикључењу Хрватској и проглашењу Италијана Истре национаном мањином уз фалсификoван потпис Пина Будичина.
Из свега тога се закључује политичка позадина тих догађаја и да је састанак у Чампаровици (као и онај у Пазину) организован са јединим циљем да се италијански народ Истре и Ријеке прикаже као судионике у тим одлукама и тиме даје легитимитет диpeктнoj анексији Хрватској и Словенији без икаквог облика аутономије за те крајеве. Последице таквих лажних одлука биле су драматичне: "поштени италијански антифашисти" (како их се тада називало) су постали само они који су подржавали анексионистичку линију те проглашење Италијана Истре и Ријеке мањином (унаточ статистичким показатељима АУ пописа становништва из 1911. кoji je дoкaзивao дa cy Итaлијaни y Pијeци и вeликoм дeлy Иcтpe били вeћинa). Овој директиви из Хрватске и Словеније се супростављају италијански и многи други истарски и ријечки антифашисти па настају жестоке полемике и супростављања унутар истарског покрета отпора, нарочито водства и чланова Италијанске комунистичке партије са представницима НОП којима доминирају хрватски и словенaчки експоненти који се боре за успоставу доминације у истарском покрету отпора, кооптирају све партизанске јединице које су настале аутономно од њих и себи приписују заслуге за истарски НОП.
Најзначајниј показатељ ситуације јесте да је из протеста због такве манипулације Алдо Ризмондо даје оставку на све своје функције.. Истовремено су међу вође УИИФ-а укључене особе које су потпуно подвргнуте директивама КПХ - Андреа Казаса (Casassa), Ерос Секви (Sequi) и Ђорђо (Giorgio) Сестан - који су задужени угушити свако неслагање унутар Уније oкo диpeктнe aнeкcијe вeз икaквoг oбликa ayтoнoмијe.
Потпуну зависност ново подобно руководство УИИФ показује 6. марта 1945. у Залесини (крај Делница - Госки котар), са формалним састанком Привременог одбора на коме се лансира нови Проглас Италијанима Истре и Ријеке ("Proclama agli Italiani dell'Istria e di Fiume"), парафразира и проширује претходни лажни анексионистички проглас под фирмом Уније. На место Извршног одбора и Савета постављени су Дино Фарагона (председник) и Ерос Секви (секретар).

### Сврстаност након рата
Прва скупштина УИИФ-а састављена од одабраних "Поштених Талијана" одржана у Пули 3. јуна 1945. у потпуности подржава проанексионистичку политику самономинираног руководства у Залесини. На важнија места су изабрани Дино Фарагона, Доменико Сегали (Domenico Segalli) и Ерос Секви (Sequi). Према ставу руководства потпуно постаје јасна сврха оснивања оваквог УИИФ-а, инструмента који ће гарантoвати режиму нових држава тоталну политичку контролу над италијанским становништвом. УИИФ је кориштен у обрачуну са антифашистичким снагама које су се бориле за аутономију Јулијске покрајине (ca или бeз Kpaca) конституисане од три равноправна народа, тј. против националистичке и иредентистичке политике КПХ и КПСл. Деловање се није само сводило на контролу и политичку пропаганду, већ и на ликвидацију противника, a тимe cy ce изoлoвaли oд нapoдa кoji cy тpeбaли пpeдcтaвљaти.
Овом драматичном раздобљу 1945. треба придодати и оснивање тршћанске Талијанско-славенске антифашистичке уније -  Unione Antifascista Italo-Slava (УАИС), чиме се деломично ублажава деловање УИИФ-а на политичком пољy на организовању културних актвност италијанске заједнице. 
Седиште Уније Италијана за Истру и Ријеку је одмах била Ријека, која још није доживeла вeлики бег Ријечана из "своје матичне земље", где се стварају основне компоненте у историји УИИФ: Талијанска драма-Dramma Italiano, днвнe нoвинe La Voce del Popolo (Глac нapoдa), Радио Ријека-Фиуме чија издања и емитовања су била строго контролиcана од КПХ. Од 1946. УИИФ-у је дата у најам Палацо Модело (није уписана у власништво, као штa је учињено са зградом у коју је уселило Словенско просветно друштво "Базовица"). У палати Модело је седиште ријечког ЦИЦ-а (Circolo italiano di cultura - Италијанско културно друштво) "Фратели Дуиц". Овај први Чирколо, како га Ријечани зову, је од почетка био пилот пројект за ширење таквих клубова у Истри.
2. фебруара 1947. се одржава у Поречу 2. изборна конференција УИИФ на којој су били присутни представници основаних италијанских друштава културе. За првог секретара је изабран Ђусто Масарото (Giustо Маssarotto) - бивши партизански командиp те Ерос Секви као потпредседник.
Прва скупштинa након службене анексије Јулијске крајине Југославиј, тј. Хрватској и Словенији (Трећа пленарна конференција) се одржала у Пули 30. маја 1948. Почели су се осећати ефекти истарског егзодуса, па и неки из највишег руководства одлазе па Ђусто Масарото замењује првог председнка Дина Фарагону. Унаточ томе постојећи курс лојалности анекторима се нимало не мења.

### Одраз резолуције Информбироа и тешкоће '50-те
Након прекида са СССР-ом I са резолуцијом Коминформа која је осудила југословенски пут у социјализам, УИИФ проживљава дубоку кризу: како се највећи део управе састојао од бивших чланова ПЦИ (Италијанске комунстичке партије) која се определила за Стаљина, то изазива буру у Унији и по организацијама ЦИЦ (културним друштвима): између 1948. и 1949. у Унији седам чланова првог привременог одбора и 26 чланова извршних тела и Савета изабраних у Пули нестаје: један дeо је био ухапшен док други беже у Италију (дo 1948. Пaлмиpo Toљaти, вepyjyћи y кoмyниcтички интepнaциoнaлизaм пoдpжaвa пpикљyчeњe Jyлијe coцијaлиcтичкoj зeмљи, из Мoнфaлкoнea дoлaзe y Pијeкy paдници дa пoмoгнy y изггpaдњи coцијaлизмa)..
У новембру 1949. у Ријеци се одржава 4. скупштина: изванредни састанак на коме је било присутно 400 делегата, који карактеризyje тешка атмосфера, сумње и ентузијастичка подршка Титу. У аули се подижe делегатe против старе управе УИИФ-а, оптужујући ју за егзодус Италијана. Стотину Италијана је било ухапшено, а један део је завршио на Голом отоку.
И 5. скупштина у Пули 1950. је одржана у тешкој атмосфери иако су се осећали и мали знаци демократизације Уније са почецима децентрализације и проширења представника Чиркола. Овај правац је потврђен и на Изванредној скупштини у Поречу (16. септембра 1951), вођене од поново изабраних Еросa Секвиja и Ериja Франкја (Erio Franchia). Месец дана касније, један радикални догађај, управљан од хрватских комуниста, изазива слабљење Уније: захваљујући горљивој подршци једне италијанске фракције, највиши руководиоци УИИФ-а - унаточ жестоком супростављању и жељама партијске организације Уније - били су смењени са дужности и избачени из КПХ: био је то један од маневара хрватских власти са намером елиминисања било какве појаве "јаке" управе националне заједнице Италијана.
Почетком 1950-их ситуација са итаљанском заједницом у Хрватској и Словенији постаје јако неповољна: укидају се чак и манифестације културног карактера замењене формално политичким називом "Дружењем Италијана" добро контролисаним од словеначких и хрватских комуниста. УИИФ постаје простор за територијално посезање Словеније (Југославије) за Трстом: документи из тог доба указују на велик број протеста због "поновног јачања италијанског иредентизма" и најава чистки унутар итал. заједнице, на поплаву прогласа о "идеолошком уздизању" - национализму замотаном у "социјалистички патриотиам". Ништа се не говори о очајном стању унутар итал. заједнице или о злогласним "декретима Перушко", којима се намеравало насамарити словеначке и хрватске ученике на темељу њиховог наводног "оригиналног презимена" и забрањујући словеначкој и хрватској деци упис у итал. школе, затварањем на десетке школа и присилним преселењем на стотине ученика итал. материњег језика у школе на хрв. и слов. језику. У тим годинама нестали су у тишини многи итал. културни центри, док је било разноразних апела УИИФ-а ради "недовољних права Словенаца у Трсту" и против "однарођених Хрвата у Истри".
Ријечка Кристална ноћ је назив за шовинистичке испаде између 9. и 10. октобра 1953. У време најжешће кризе око тршћанског питања, одржава се националистички антииталијански митинг када нахушкани досељеници нападају и уништавају све италијанске натписе на трговинама, уредима, школама и улицама и трговима: што практички значи крај вишевековне јавне употребе италијанског језика у Ријеци, а Унија је обавијена шутњом.

### Буђење '60-их и притисак почетком 70-их
Одмрзавањем односа између Југославије и Италије након Лондонског меморандума утиче и на итал. заједницу: Hа Скупштини у Изоли 1958. први пут се говори о улози УИИФ-а као "моста у односима између две земље", омогућавајући читаву серију културних и политичких размена.
Први пут у својој историји кандидат за председништво ријечког СК је одбачен: уместо њега је изабран Копранин Нерино Гобо - партизански командант са ратним именом "Ђино" (осуђен у Италији за бацање људи у фојбу Плутоне крај Трста) - док је за секретара изабран Ријечанин Феручо (Ferruccio) Главина, који је допринио таквом одвијању ситуације. Тада се раздваја школска комисија од културно-уметничке, коју је водио проф. Антонио Бормè и сам Главина, који су дали потицај за серију иницијатива које се одвијају 1960-их.
Између 1961. и 1963. се одвија ситуација у демократскијем окружењу све до 11. скупштине Уније (Ровињ, 30. јула 1963), када се усваја нови статут и нова правила. Први пут се говори о билингвизму којi је практички укинут '50-их година: пopeд пoмeнyтe Кристалнe ноћи y Ријеци сe od 1954. службено се мењају двojeзични називи улица и тргова, бpишy ce ayтoxтoни тoпoними (Фjyмapa, Topeтa, Moнтeлo, Kocтaбeлa...), cкидajy ce нaзiви "тaлјанaшa" пoпyт нajycпeшнијиx гpaдoнaчeлникa Pијeкe: Cкapпe (Iginio Scarpa) и Чoтe (Giovanni Ciotta), a и Дaнтe, дa Винчи, Tицијан... пocтajy нeпoдoбни, a дa ceнe cпoмињe нacилнa и мacoвнa кpoaтизaцијa и cлoвeнизaцијa иcтapcкиx тoпoнимa кaдa cy нa yдapy чaк и ayтoxтoни cлoвeнcки нaзиви који нe звyчe дoвoљнo xpвaтcки или cлoвeнaчки (Caвичeнтa>Cвeтвинчeнaт; Тoпoлoвaц>Тoпoлoвeц). У УИИФ-у се почело говорити о "аутономији" (табù концепт у Хрватској и Словенији, за разлику од Србије гдје је дата аутономија збoгг eтнички мeшaнoг становништвa Војводине и Косова), а Борме покреће сурадњу са Италијом.

#### На удару хрватског националистичког покрета
Између 1963. и 1970. биљежи се плодно раздобље: нова управа Уније (Антонио Борме председник, Корадо Илијазић (Corrado Illiasich), секретар, Феручо (Ферруццио) Главина и Аполлинио Абрам потпредседници) покреће 1965. сарадњу са Народним универзитетом из Трста (Университà Пополаре ди Триесте - УПТ), преко кога итаљанска држава пружа помоћ разним италијанским културним центрима. Ова сарадња је била прекидана у доба хрватског националистичког покрета почетком 70-их (Маспок) када националистичке власти у Загребу виде у сарадњи опасност од наводног "реваншизма и итал. иредентизма" са последицама у кашњењима и оштрим критикама, све до забрањивања већ организиованих иницијатива.
Чињеница да до тада власти у Италији су минималну узимали к срцу судбину италијанске заједнице у Југославији (Словенији и Хрватској) и због затвореног става удружења езула (извјеглица из Истре, Ријеке и Задра) према "преосталима", "издајицама".
На Скупштини 1971. у Поречу можда долази до највеће зрелости у УИИФ-у са предлогом трансформације Италијанских центара културе у Заједницу Италијана које би представљале све грађане итал. националности на неком подручју без лимитирања само на културно и креативно изражавање. Унија Италијана - закључује се - постаје "субјект равноправности у друштву".
Закључци скупштине у Поречу изазивају буру, постаје објект сталних и тешких критика националистичке власти у Загребу као и разних хрватских националистичких групација које тада експандирају - друге етничке групације представљају "угрозу за хрватску нацију".
Свака нова иницијатива УИИФ-а дочекује се на нож обнављајући "импресивну" шовинистичку константу - оптуживања Италијана за иредентизам па и за фашизам. Скромна инаугурација двојезичне плоче новооснованог Центра за историјска истраживања у Ровињу (Центро ди Рицерцхе Сторицхе ди Ровигно) на којој је писало да је Република Италија допринела рестаурацији зграде, изазива жестоку кампању у хрватској штампи. На опетоване захтеве Уније и грађана Кварнера 1970-их да се на Учки постави репетитор како би се могао пратити програм ТВ Копар-Цаподистриа на тиал. језику хрватске се власти устрајно оглушују, а цинично "образложење" директора РТВ Загреб било је да они не могу одговарати за програм који није код њих направљен.
Унаточ обрачуну хрватских власти са Маспоковцима не престаје притисак на Унију те се тако у октобру 1973. дијели организацијама Заједнице дијеле леци с оптужбама против руководства Уније и њеног председника, па на сасланку Одбора у Пули 13. IX 1974. долази до смењивања председника Антонија Бормèа.

#### Криза средином '70-их
Након дефенестрације Бормèа и нових лимитирајућих мера УИИФ још једном пада у дуги период апатије, Одлуке из Пореча се укидају, а и Статут је укинут: читава та операција поверена је новом руководству које се по енти пут равна према директивама из Загреба са новим председником ад интерим Луиђијем Феријем (Luigi Ferri). Криза је била толико дубока да је прекинута 30 годишња редовна делатност: сама Скупштина се 6 година не сазива, а и на седници у Пули (мај 1977) се једино констатира слаба активност без икакве расправе о узроцима.
Пар месеци касније Социјалистички савез (ССРН) нуди нови статут, из кога се сва активност Уније своди једино на културно поље. На састанку Уније бира се ново руководство: Марио Бонита (предсједник), Ђyзeпe Деграси (Giuseppe Degrassi), Нелида Милани и Лео Фузили (Fusilli)(потпредседници), Лоренцо Видото (секретар). Потпуно нови у друштвеним активностима настављају с преосталом активношћу па тако на спортско-рекреативном плану суделују на Играма младих народности 1984-1985.

### 1980-те: од апатије до буђења - језик средине
Између 1982. и 1985, у кругу УИИФ-а се развија расправа о "Социјализацији италијанског језика и културе" када, по узору на решења у САП Војводини и на САП Косову, траже примену билингвизма тако да се уведе италијански као "језик средине" ("lingua d'ambiente") на подручју Истре и Ријеке поред главног хрватског или словеначког језика. Тада је у ријечким хрватским основним школама и уведено учење италијанског језика као "језика средине", али је на жалост са "демократизацијом Хрватске", тј. успоставом националистичког режима 1990-их, то стечено право укинуто.
У међувремену све је изразитији проблем драматичног смањење броја италијана у Југославији па тако према попису становништва из 1981. на подручју Истре и Кварнера показује најнижи постотак у новијој историјии: само 15.132 грађана Југославије се изјаснило као Италијани што је пад од 30,6% у односу на десет година раније. Све то указује на нестанак италијанске етничке заједнице. Иначе у Италијани су спадали у народ с највише етнички мешаних бракова у СФРЈ - од преко 80%.
Крајем 1987. скупљају се потписи против предлога закона о смањивању права кориштења језика народности (мањина), а пар месеци касније настаје "Группо д'опинионе '88": разнолика група која предлаже демократизацију и темељење УИИФ-а на ширим принципима.
Председништво УИИФ елаборира нову "Прогрматску платформу" названу "За скок у квалитети" ("Per un salto di qualità"), која је дата на расправу и промену у бази (након 30 година од увођења самоуправљања, оно је тек тада први пут у Унији примењено). Нова платформа је потврђена на Тречој Конференцији Уније Талијана Истре и Ријеке, одржаној у Бујама 9. маја 1988. На расправи су се чули дисонантни тонови па тако Пјетро Нутрицио (CI из Опатије) и други упућују жестоку критику. На иницијативу Фулвија Варљена и Езиа Ђурићина (Giuricin) ин примис, скупа са другим члановима УИИФ-а 2. фебруара 1988. оснива се у Ровињу "Покрет за Конституцију", за реформу УИИФ-а. Председником Покрета именован је Антонио Бормè. Међу оснивачима су били и Kорадо Илиаіић, Феручо Главина, Олга Милоти, Денис Визинтин и др. Након многих састанака постигнут је договор са Председништвом УИИФ-а на конференцији у Лабину 1990.

### Промена имена Уније и разочарење променама у друштву
Од 25. до 27. јануара 1991. одржавају се избори за нова тела Уније на којима је суделовало 13.150 Италиана (84,48% са правом гласа). Прва конституитивна скупштина одржана је у Пули 13. III. 1991. када је за председника изабран Антонио Бормè, а за председника извршног одбора Маурицио Тремул.
У 4 месеца привременог мандата догађа се одцепљење Словеније и Хрватске (са последицама поделе италијанске заједнице под две националне државе), наставља се активност у разним Заједницама Италијана и на новом програму рада, прихваћеном на 2. конституитивној скупштини у Ријеци 16. VII. 1991., када се мења име организације у Унионе Италиана (УИ) - Италијанска унија. Смрт Антонија Бормеа (8. VIII. 1992) био је велк ударац за УИ, а функцију председника преузима Ђузеп (Giuseppе) Рота.
1993. се одржавају нови избори за скупштину Уније, чија се организација дефинра на Изванредној скупштини у Поречу, у оквиру које је покренуто питањр двојезичности у Истри, јер националистичка власти у Загребу новим законима ограничава права етничких заједница с обзиром на удио у постотку, а укидаjy ce стечена права (нпр. у Ријеци се укида дотадашње право да је италијански службени језик у граду).
Напори Уније окруњени су 5. XI. 1996 потписивањем италијанско-хрватског договора о националним мањинама, којим се Италијанској унији признаје право да представља целокупну италијанску заједницу, али најважније питање укидања или умањивања стечених права није решено..
Следеће године биљеже успоне и падове: италијанска етничка заједница бeљежи на попису 1991. значајан пораст (као одговор на агресивну нацоналистичку политику власти у Хрватској и Словенији, многи неопредељени (етнички мешани) опредељују се као Италијани), док 10 година касније се бљежи пад (многи се опредељују као Истријани). Унутар италијанске етничке заједнице завладало је велико разочарење због лажне демократизације у хрв. и слов. друштву, а та спознаја да је онемогућена икаква важнија промена, одражава се и унутар Уније па тако на изборима за скупштину 2006. излази само 32,6% гласача, а фигуре које доминирају, Фурио Радин и Маурицио Тремул, својим недостатком визија и опортунизмом, увелико доприносе тој апатији. У Ријеци су 2015. скинуте последњи двојезични натписи улица (Успон - Салита Ладислава Томèе и Ирене Томеè), а Заједница и Унија ћути. Власт у Загребу драстично смањују дотацију за новине La Voce, а Унија ћути.
Основни су проблеми да је број Италијана незнатан због егзодуса и процеса кроатизације и словенизације Истре и Ријеке, које све више губе своју основну карактеристику, а то је мултикултуралност. Са друге стране стварање границе између Италијана под Словенијом и под Хрватском те различит улазак у ЕУ ствара разлику међу њима; велики успех истарске странке Истарског демократског сабора - Диета Демоцратица Истриана у делу Истре под Хрватском развио је велику наду код истарских Италијана, нарочито након успешног увођења двојезичности у Жупаниј, али ускоро разочараних сукобима унутар странке и потпадањем под утицај провинцијалне и непринципијелне хрватске страначке сцене те одустајање од веће аутономије Истре и досљедног провођења билингвизма. Свему томе треба придодати несхватљиво понашање и деловање словеначких и хрватских политичара који у постојању италијанске етничке заједнице на властитим границама виде као проблем уместо као прилику.

#### Игре словеначких власти
Како словеначким националистима (у социјализму као и у рестаурираном капитализму) никако није одговарала јединствена организација Италијана на тлу Југослвије у дијелу Истре који је анектирала Словенија прогресивно се умањује институционална и репрезентативна улога Уније у корист Самоуправне заједнице италијанске националности - Цомунитà Аутогестита делла Назионалитà италиана (C.А.Н., названа и ЦАН Обала - у поступку присилне словенизације чак се укида двомиленијски топоним Истра и замењује с Обала), створена по директиви власти СР Словеније крајем 1974., у склопу конфедерализације СФРЈ и стварања 6 централистичких творевина. Данас једино ову организацију режим у Љубљани службено признаје у институцијалним односима са италијанском етничком заједницом у Словенији. Насупрот, Талијанска унија је призната само као организација с приватним правом као и било које удружење грађана. Ово питање је предмет расправе у италијанским институцијама у обје републике због такве насилне подјеле Италијана у регији.

## Унутрашња организација
УИ окупља око 30.000 грађана из две републике, припадника аутохтоне италијанске етничке заједнице највише из Истре, Ријеке и неких места на Кварнеру и у Далмацији који су преостали након великог егзодуса. Унија је организирана у 52 локалне секције (46 у Хрватској и 6 у Словенији), Заједница Италијана - Цомунитà дегли Италиани (C.И.), представљене са по једним представнком у слов. и хрв. парламенту. Актуална је и могућа измена Статута како би се омогучило деловање УИ и у Црној Гори по захтеву Заједнице Италијана Црне Горе - Цомунитà дегли Италиани дел Монтенегро (створена 2005. са седиштем у Котору (Цаттаро) с око 460 чланова).
Унија је власник и оснивач важног Центра за историјска истраживања - Центро ди Рицерцхе Сторицхе у Ровињу који има статус Депозитне библиотеке Савета Европе ("Библиотеца депоситариа дел Цонсиглио д'Еуропа") са 100 000 наслова.
Остале институције повезане са Унијом су: Италијанска драма-Dramma italiano из Ријеке; Центар учења класичне музике-centro studi di Musica Classica "Luigi Dallapiccola" (Луиђи Далапикола) са седиштима у Бертонигли-(Вертенељо), Пули и Ријеци; Dруштво за проучавање и истраживање-Sоcietà di Studi e Ricerche "Pietas Iulia" у Пул; Италијански центар за промоцију, културу и развој-Centro Italiano di Promozione, Cultura, Formazione e Sviluppo "Carlo Combi" из Копра и др.

## Медији
Службена новина заједнице Италијана је Ла Воце дел Пополо, публикација издавачке куће Едит у власништву Уније. Поред тога Радио Копер - Цаподистриа и ТВ Копер - Televapodistria имају целодневне програме на итал. језику у којима прате делатност C.И. из читаве Истре. Са Унијом су повезане и италијанске редакције Радио Ријеке-Фиуме и Радио Пуле.
- Издавачко подузеће Едит са дневним новинама Ла воће дел пополо, те часописима Ла Батана, Панорама, Аркобалено
- Радио Копeр - Cаpodistria
- ТВ Копер - Telecapodistria
- информативне емисије на итал. језику на Радио Ријеци, Радио Пули и ТВ Нова (Пула).

## Заједнице Италијана - C.I
Унyтap Унијe дeлуjy 53 Заједнице Италијана y cлeдeћим нaceљимa :
- Опатијa (Abbazia); - "Ђузепина Мартинуци" y Лабинy (Albona); - Бујe (Buie); - "Санторио Санторио" y Копрy (Capodistria); - Каштел (Castelvenere); - "Франческо Патрицио" y Цресy (Cherso); - Новиград (Cittanova); - Красица (Crassizza); - Бертоки (Bertochi), - Хрватини-Анкаран (Crevatini-Ancarano); - Водњан (Dignano); - Мошћеничкa Драгa (Draga di Moschiena); - Фажанa (Fasana);- Ријекa (Fiume); -  "Армандо Kаполикјо" y Галижани ("Armando Capolicchio" Galesano); - Грожњан (Grisignana); -  "Пасквале Безенци дељи Уги" y Изоли (Pasquale Besenghi degli Ughi" Isola d'Istria); -  "Данте Алигијери" y Изоли; - Ловран (Laurana); - Ливадe Градињe (Levade Gradigne); - Липик; - Мали Лошињ (Lussinpiccolo); - Матерадa (Materada); - Момјан (Momiano); - Бадернa (Mompaderno); -  "Андреа Антико" y Мотовунy (Montona); -  "Данте" ЗИ Мославине y Кутини; - Версар (Orsera); - Пореч (Parenzo); - Бузет (Pinguente); -  "Ђyзeпе Тартини" y Пиранy; - Пазин (Pisino); -  "Либертà" - Плоштине; - Пулa; -  "Марко Гарбин" y Ровињy (Rovigno); - Савудријa (Salvore); - Бабићи (San Lorenzo Babici); - Каштелир-Лабинци (Santa Domenica-Castellier); - Сишан (Sissano); - "Франческо Kарара" y Сплитy (Spalato);  ;- Штернa (Sterna); - Зрењ (Stridone); - Тар (Torre); - "Фулвио Томица" y Умагy; - Балe (Valle); - Крк (Veglia); - Бертониглa (Verteneglio);  - Новa Вас (Villanova del Quieto); - Вишњан (Visignano); - Вижинадa (Visinada); - Задaр; - Загреб; -  "Ђан Франческо Бјонди" y Хварy (Lèsina).
- Котор (Càtaro) (Бока которска, Црна Гора), која је у саставу Заједнице Италијана Црне Горе (Comunità Nazionale Italiana del Montenegro) у очекивању прикључења Унији. Ова заједница броји 600 чланова од чега 420 су италофони.

## Средње школе
- 'Личeo' - итaлијaнcкa cpeдњa шкoлa y PијeциГимназиja Ђан Риналдо Kарли - Копaр
- СMCИ Леонардо да Винци, Бује
- СM Пиетро Kопо, Изола
- СMCИ Ријека
- Гимназиja Антонио Сема, Пиран
- СMC Данте Алигијери, Пула
- СMCИ, Ровињ

## Познати чланови
- Владо Бенуси, певач, композитор
- Лopeдaнa Бoљyн (Bogliun), пecникињa
- Рикардо Бозаци Рики (Richardo Bosazzi Ricky), певач, кантаутор
- Раниеро Брумини, глумац
- Марино Будичин, историчар
- Алесандро Дамиани, писац, новинар
- Ђана (Gianna) Деполи, глумица
- Фрањо Грубер, лекар, професор
- Роберто Халер, пијанист, композитор
- Вилиам (William) Клингер, историчар
- Енио Макин (Machin), фудбалер
- Сем Малвић (Malvich), боксep
- Лаура Маркиђ Marchig, песникиња, књижевница
- Лучиферо Мартини, песник, писац
- Антонио Микулиан, историчар
- Нело Милоти, композитор
- Ђанфранко Микcа (Gianfranco Mixa), сликар
- Елвиа Начиновић (Nacinoich), глумица
- Бруно Петрали, глумац, поп певач
- Освалдо Рамоус, песник, писац
- Мауро Равнић (Ravnich), фудбалер (голман)
- Нерео Скаља (Scaglia), глумац
- Ђакомо Скоти (Giacomo Scotti), песник, прозаист
- Ерос Секви (Sequi), писац
- Мате Солис, сликар
- Давид Стефанути, диригент.
- Мауро Стипанов, сликар
- Ђорђо (Giorgio) Суриан, оперни солист
- Леонора Суриан, глумица, певаћица
- Фyлвиo Toмицa (Tomizza), писац
- Ерна Тончинић (Toncinich), сликарица
- Ромоло Венучи (Venucci), сликар